# Bajkeverő majom (film)
A Bajkeverő majom (eredeti cím: Curious George) 2006-ban bemutatott amerikai 2D-s számítógépes animációs film, amely a Bajkeverő majom című animációs tévéfilmsorozat alapján készült animációs mozifilm. A forgatókönyvet Robert L. Baird és Dan Gerson írta, az animációs filmet Matthew O'Callaghan rendezte, a zenéjét Jack Johnson és Heitor Pereira szerezte. Amerikában 2006. február 10-én mutatták be a mozikban, Magyarországon a Minimax-on vetítették le a televízióban.

## Ismertető
Mr. Blomsberry egy múzeumot vezet A fia, Junior le akarja rombolni a csőd szélén álló múzeumot, hogy a helyére parkolóházat akar építtetni. Ám Ted, a tárlatvezető és Mr. Blomsberry legjobb barátja elindul, hogy felkeressen egy szobrot, amivel megmentheti a múzeumot. Így hát a rásózott sárga ruhával és kalappal elindul Afrikába, ám csak egy kis szobrot talál, ám odahaza legalább 2 m-esre várnak. Ted elindul haza, ám utánamegy George, egy kíváncsi kis majom, akivel Afrikában ismerkedett meg. És míg Ted próbálja megoldani a helyzetet, George felfedezi a várost.

## Szereplők
| Szereplő                         | Eredeti hang          | Magyar hang     |
| -------------------------------- | --------------------- | --------------- |
| George                           | Frank Welker          | (saját hangján) |
| Ted, a sárga kalapos férfi       | Will Ferrell          | Seder Gábor     |
| Mrs. Maggie Dunlop               | Drew Barrymore        | Solecki Janka   |
| Mr. Bloomsberry                  | Dick Van Dyke         | Verebély Iván   |
| Junior Bloomsberry               | David Cross           | Szokol Péter    |
| Clovis                           | Eugene Levy           | Bácskai János   |
| Mrs. Plushbottom, az operaénekes | Joan Plowright        | Bókai Mária     |
| Edu                              | Michael Chinyamurindi | Pálfai Péter    |
| Ivan, a nagydarab ajtónálló      | Ed O`Ross             | Faragó András   |